# Janik Mäder
Janik Mäder (* 22. September 1996 in Borna) ist ein deutscher Fußballspieler.

## Sportliche Laufbahn
Nach seinen Anfängen in der Jugend des Bornaer SV, des FC Sachsen Leipzig und von RB Leipzig, hier spielte er in B- und dann A-Jugend-Bundesliga, gelang ihm der Sprung in den höherklassigen Männerfußball. Nach einem Einsatz in der fünfklassigen Oberliga im Spieljahr 2014/15 in der 2. Mannschaft von RB schoss er in der Folgesaison in 20 Spielen der viertklassigen Regionalliga für dieses Team ein Tor.
Im Sommer 2016 wechselte er innerhalb der Nordost-Regionalliga zum ZFC Meuselwitz. Zur Saison 2018/19 verpflichtete der Drittligist FSV Zwickau Mäder. Dort kam er auch zu seinem ersten Einsatz im Profibereich, als er am 11. August 2018 beim 1:0-Heimsieg gegen Fortuna Köln in der 90. Spielminute für Christian Bickel eingewechselt wurde.
Nach Ablauf seines Vertrages am Ende der Saison 2019/20 erhielt Mäder von Zwickau kein neues Angebot. Nachdem er zunächst bei Energie Cottbus, einem weiteren Verein in der Regionalliga Nordost, mittrainieren durfte, unterschrieb er dort Ende Juli 2020 einen Vertrag.
Am 26. Mai gab die BSG Chemie Leipzig die Verpflichtung von Janik Mäder bekannt. Sein Vertrag im Leutzscher Holz, wo er zwischen 2009 und 2010 schon beim Vorgängerklub FC Sachsen in der C-Jugend spielte, läuft bis 30. Juni 2025.